# Électromobilité

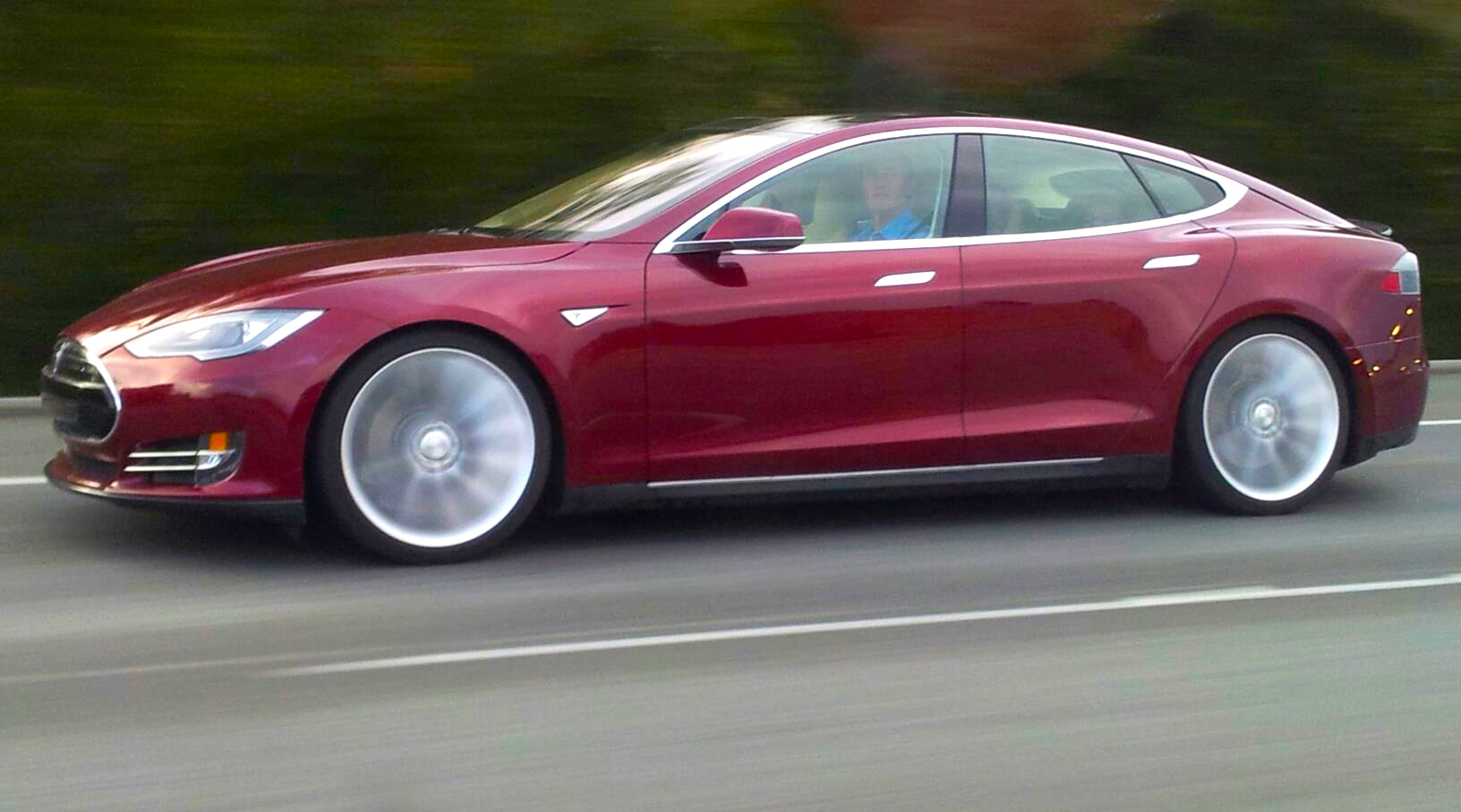
Véhicule individuel haut de gamme

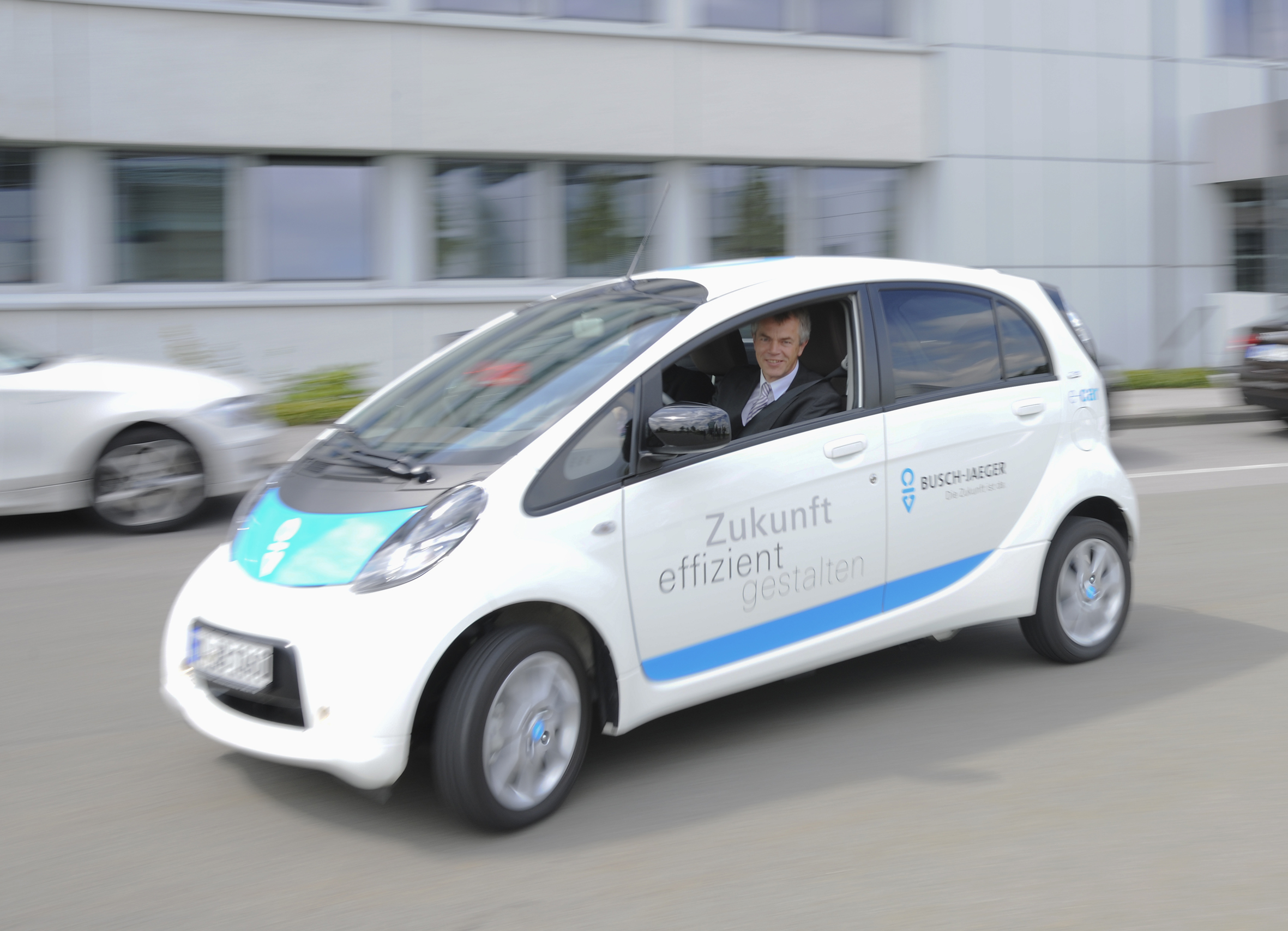
Véhicule électrique courte portée

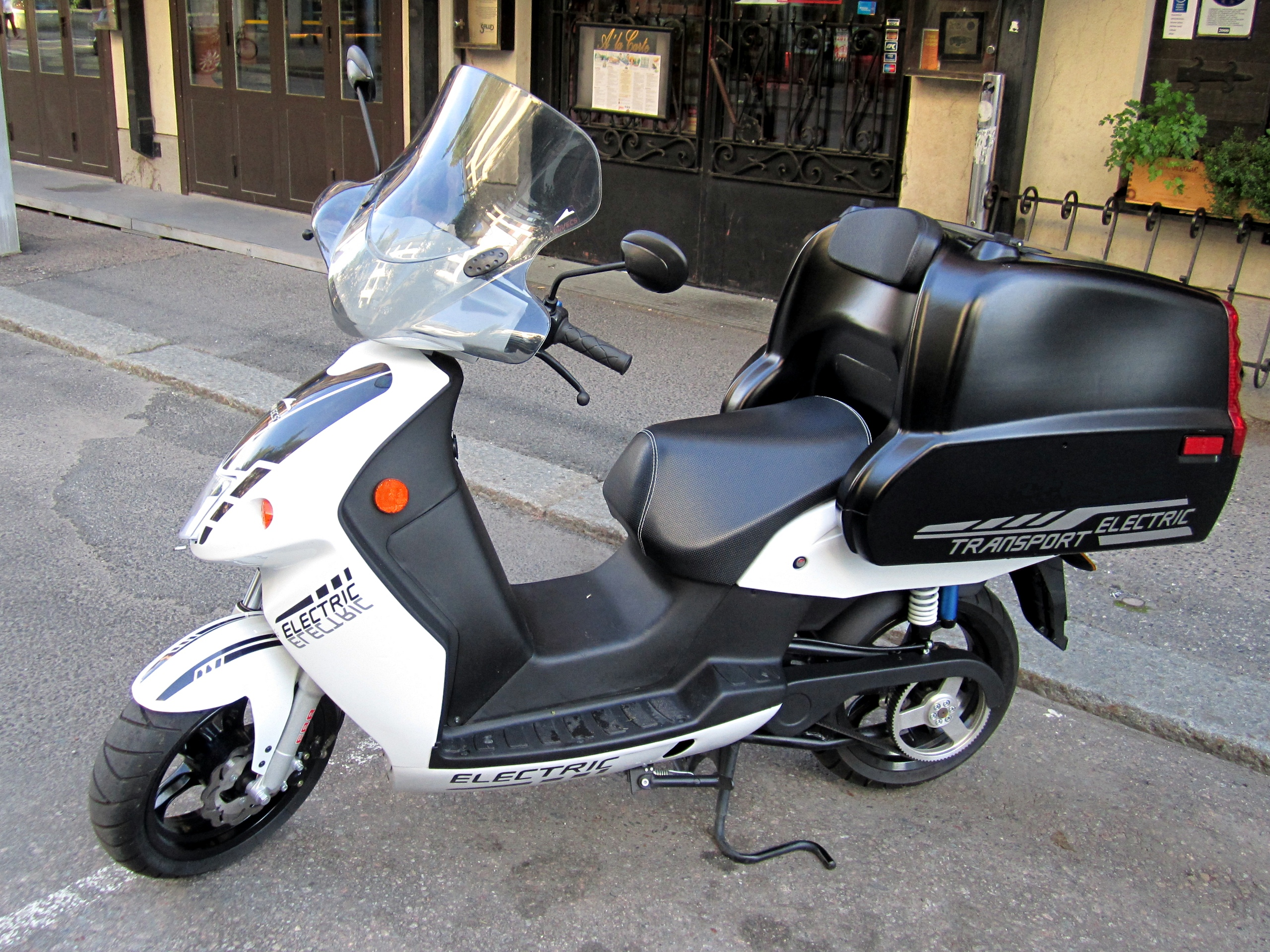
Scooter électrique

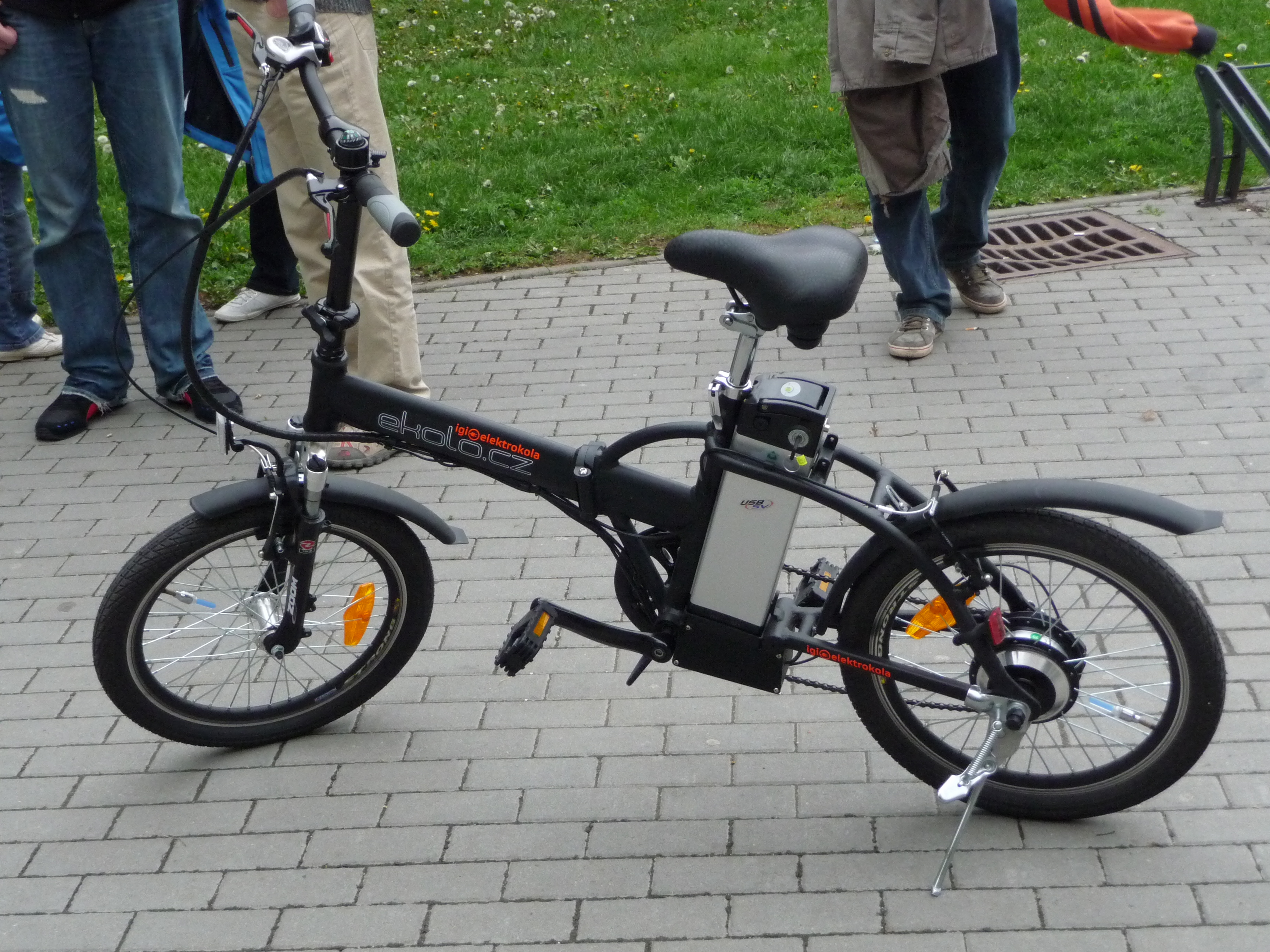
Vélo électrique

Pour les articles homonymes, voir Mobilité.
 (mai 2016).
- Si vous ne connaissez pas le sujet, laissez ce bandeau (vous pouvez alors contacter les auteurs).
- Si vous supprimez le contenu mis en cause (vous pouvez préalablement contacter les auteurs),

argumentez précisément cette suppression dans la page de discussion
(un manque de référence n'est pas un argument ; une recherche réelle de référence doit avoir été effectuée, être formellement documentée).
 (juin 2019).
Si vous disposez d'ouvrages ou d'articles de référence ou si vous connaissez des sites web de qualité traitant du thème abordé ici, merci de compléter l'article en donnant les références utiles à sa vérifiabilité et en les liant à la section « Notes et références ».
L'électromobilité est la capacité ou propriété pour des personnes ou des objets à se déplacer dans un espace, par un moyen de transport utilisant partiellement ou totalement de l'énergie électrique. Elle constitue un sous-ensemble de solutions au besoin de mobilité.

## Principes généraux

### Domaine d'analyse
L'électromobilité s'attache à la mise en œuvre, à l'exploitation à grande échelle et aux conséquences sociétales d'un moyen de transport utilisant l'énergie électrique avec des techniques éprouvées. Les sujets de recherche technique et les dernières avancées techniques en matière de nouveaux véhicules électriques, de voitures électriques ou de nouveaux moyens de recharge sont développés dans les articles dédiés.

### Genèse
Le véhicule électrique est né en même temps que le véhicule thermique. Le véhicule thermique a envahi le marché du fait de la très grande densité énergétique (environ 10 kWh/L) des carburants pétroliers. Cette densité énergétique permet, pour les véhicules thermiques actuels, des autonomies de plus de 1 000 km. Le véhicule électrique revient actuellement dans la course pour plusieurs raisons, principalement la prise en considération des effets des pollutions, la raréfaction des combustibles fossiles, l'amélioration des performances des batteries.
L'électromobilité ouvre donc une nouvelle ère à l'auto-mobile, une version 2.0 ou « Auto2mobile »[style à revoir][réf. souhaitée]

### Transports individuel et en commun
L'électromobilité, ne pose pas d’a priori sur le type de transport, individuel ou en commun. Si ces catégories étaient historiquement bien discriminées, elles se mélangent de plus en plus avec des véhicules de transport en commun plus légers pour un transport à la demande et des véhicules individuels en partage ou en covoiturage. Ainsi, de nouveaux moyens de transport électrique semi-individuel comme l'Hyperloop pourront apparaître.
Si les transports en commun ont été les premiers à généraliser l'usage de la propulsion électrique (trains, tramway), avec une forte contrainte de coût d'aménagement des voies de circulation, l'usage d'un véhicule sur chaussée non électrifiée est resté très minoritaire depuis plus d'un siècle, face à l’hégémonie du moteur à explosion.
La situation peut changer du fait de la raréfaction des produits pétroliers, de la nécessité de réduire les émissions de gaz à effet de serre et de la volonté industrielle de répondre à cette nouvelle demande.
Les trains (génératrices électriques) et les tramways sont des solutions d’électromobilité adaptées au transport public. Ils exigent néanmoins une infrastructure statique très coûteuse (rails, caténaires) et difficilement adaptable, mais sont constamment connectés au réseau électrique, ce qui limite le besoin en batterie.
Les véhicules individuels procurent une totale liberté d'usage (pas de rendez-vous, embarquement/débarquement rapide), mais engendrent leurs propres inconvénients (embouteillage, difficulté de stationnement, coût de construction et d'usage des routes et autoroutes).

### Nombre de roues
Il est commun de penser principalement aux véhicules électriques à quatre roues, mais de nombreuses métropoles voient un développement rapide des deux-roues motorisés électriques, de type trottinette, scooter ou moto électrique.
Le vélo électrique est aussi de plus en plus utilisé pour de petites distances.
Enfin, il existe des véhicules électriques à trois roues ou à une seule roue.

### Caractéristiques communes

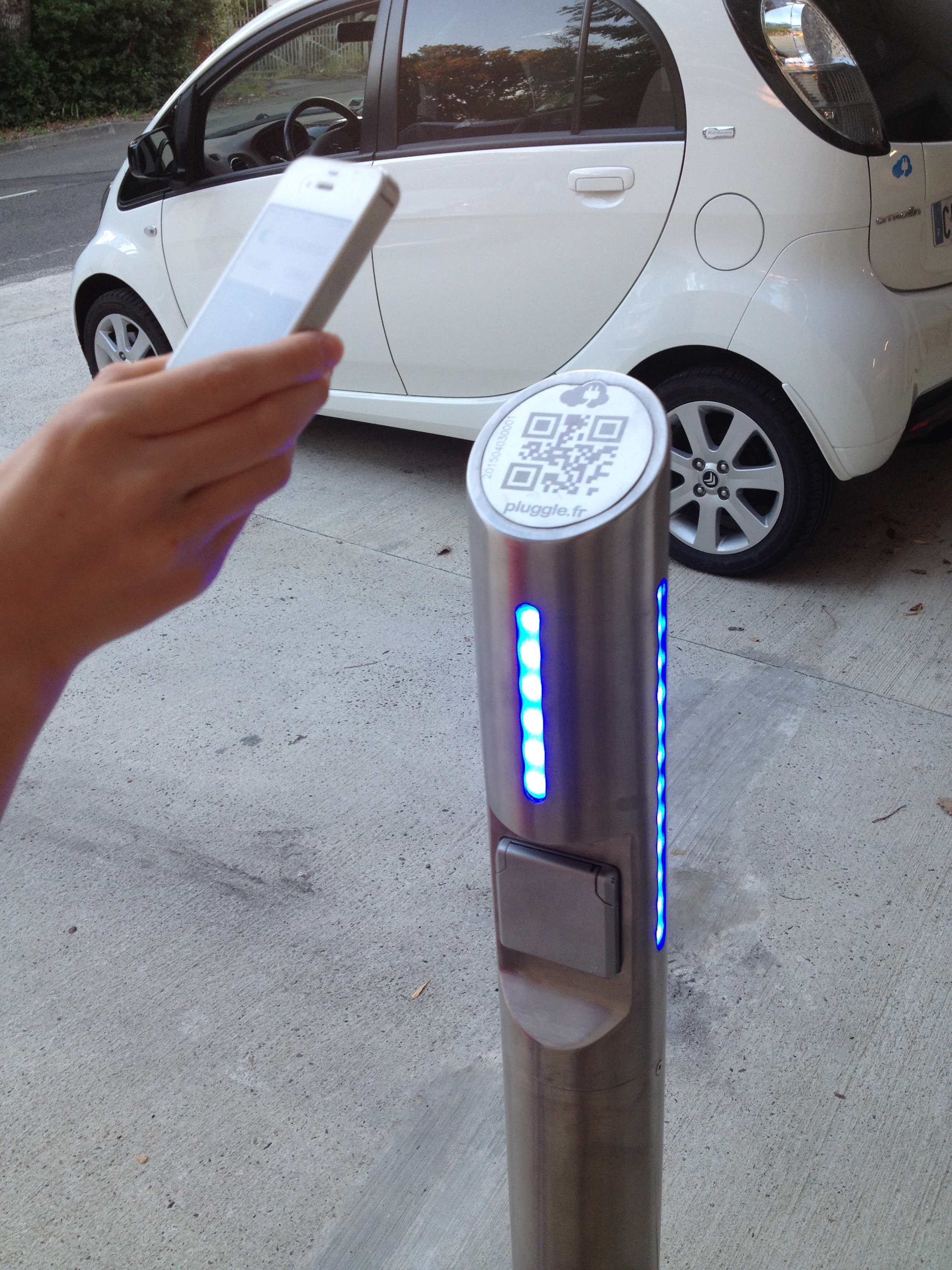
Borne de recharge lente utilisée avec un smartphone.

Dans l'état actuel des techniques de production et de transport d'énergie, un véhicule électrique composé d'un ou plusieurs moteurs électriques, d'une batterie de stockage de l'électricité, et associé à une infrastructure statique de recharge, constitue un moyen de transport des plus performants et générateur de moins de CO2 que les véhicules composés de moteurs thermiques utilisant un carburant carboné (essence, gasoil, gaz...).
Selon les moyens de production de l'électricité utilisés (centrale nucléaire, centrale à gaz ou à charbon, parc solaire, parc éolien, centrale hydraulique), selon le taux de remplissage des véhicules, et selon leur taux d'usage journalier, l'électromobilité respecte ou ne respecte pas les principes fondateurs de l'écomobilité.
Les critères analysés pour souscrire à un moyen de transport de type « électromobilité » sont, entre autres :
- le coût du transport (public et/ou privé) et de l'infrastructure ;
- l’efficacité et la densité du transport, avec risque de bouchons ;
- le confort et la sécurité des passagers ;
- les contraintes de rendez-vous, de temps d'embarquement et de débarquement ;
- la vitesse de transport ;
- les distances parcourues (vitesse, autonomie) ;
- la résistance aux intempéries et événements météorologiques ;
- les nuisances sonores et visuelles.

L’électromobilité s'inscrit aujourd'hui dans des projets de mise en œuvre industrielle, pour qu'un effet de masse ait un impact économique et écologique sensible. Elle entend satisfaire au mieux un besoin de liberté dans la mobilité, sans en contester l'usage, même pour des raisons écologiques. Elle ne doit pas être confondue avec l'écomobilité. 
Le temps passé en transport est limité par les contraintes d'espace que ce transport impose. Si l'on peut aujourd'hui par exemple regarder un film en se déplaçant (en tant que passager d'un véhicule individuel, d'un transport en commun, ou d'un véhicule autonome), on ne pourra jamais mener à bien toutes ses activités dans l'espace limité du véhicule. Donc, malgré les progrès de la technologie, le besoin de quitter le véhicule restera prégnant.
Dans le domaine des véhicules individuels, passer à l'électromobilité pour une majorité de véhicules apporte plusieurs bénéfices :
- réduction des émissions de gaz à effet de serre ;
- réduction du bruit ;
- amélioration des flux (le couple élevé d'un moteur électrique permet une plus grande réactivité en circulation dense) ;
- réduction des résistances au roulement, de la taille des véhicules (concept de Key-Car au Japon) ;
- usure moindre des pièces des véhicules (régénération au freinage, pas d'embrayage, engrenage direct...) ;
- moindre complexité de conception ;
- délestage de la production électrique dans les batteries des véhicules.

## Les quatre modes de recharge d'un véhicule

### Mode-D (drive)
Le véhicule est roulant, conducteur et/ou passagers à bord. Ce mode de recharge suppose un transfert d'énergie de l'environnement vers le véhicule en déplacement. Avec les techniques actuelles, soit une faible quantité d'énergie peut être transférée (exemple : panneaux photovoltaïques sur la carrosserie), soit l'infrastructure de transfert est très coûteuse (rail, caténaire). Des projets de recherche sont en cours avec un transfert d'énergie par induction. L'aménagement des routes reste très complexe, il est très coûteux et ne peut pas concerner toutes les routes et tous les chemins existants.

### Mode-P (park)
Le véhicule est fermé et en stationnement, dans la rue, dans un parking commun ou dans un garage privé, pendant une période de temps où le conducteur ne souhaite pas l'utiliser. C'est le mode de recharge privilégié pour les véhicules électriques, du fait que ceux-ci sont, statistiquement, garés 23 heures sur 24. La recharge en mode-P peut être lente, ce qui endommage peu les batteries et permet une recharge complète. Le réseau électrique existant peut être utilisé sans adaptation et les chargeurs sont d'un investissement relativement faible, si bien que le coût du kWh peut être analogue à celui du kWh en résidentiel.
Ce mode de recharge implique une très forte densité des places de stationnement électrifiées, un processus simple de branchement et de paiement de l'électricité consommée. Par ailleurs, seul ce mode de recharge peut s'accompagner d'une stratégie économique et écologique de délestage électrique de type 'smart charging'.
Ce mode de recharge n'impose pas de recourir à de grandes capacités énergétiques transportées et permet donc d'optimiser le poids et le coût des véhicules (SREV). La problématique de ne transporter que l'énergie réellement utile ne se posait pas pour les véhicules thermiques car le carburant possède une concentration énergétique tellement élevée que l'on peut se permettre de transporter de grands réservoirs pour un coût et surpoids négligeables. 
Ce mode de recharge est parfaitement adapté aux besoins de mobilité qui ne dépassent pas l'autonomie du véhicule. Dans ce cas, la charge n'est pas subie, il n'y a pas d'arrêt imposé, pas de détour de trajet. En revanche ce mode de charge n'est pas compatible avec un très long trajet devant être effectué d'une traite.  
Le code de la route reconnait ce type d'usage de la chaussée par le terme "stationnement". Une taxe pour stationnement peut alors être exigée.

### Mode-S (service)
Ce mode est un arrêt temporaire dans une station service dédiée pour le transfert d'énergie au véhicule. Le conducteur et les passagers doivent rester aux abords du véhicule. C'est un arrêt forcé qui s'oppose au besoin même de déplacement et oblige parfois à faire des détours pour trouver une station disponible. Il peut y avoir une file d'attente pour accéder au service. C'est l'unique moyen de faire le plein de produits pétroliers pour les véhicules thermiques avec un temps moyen d’arrêt d'environ 3 minutes.
Pour les véhicules électriques, le temps de recharge peut varier de 15 minutes à 2 heures selon la puissance du chargeur et selon le véhicule, soit au moins dix fois plus que le temps nécessaire aux véhicules thermiques. Envisager ce type de stations pour un parc devenu électrique imposerait d'installer plus de points de recharge que de pompes à essence, avec malgré cela un risque de files d'attente aux stations de recharge. Un véhicule thermique peut charger l'énergie lui permettant de parcourir 500 km en 2 minutes environ dans une station service. Par comparaison, pour un véhicule électrique de même autonomie très performant (consommation de 10 kWh/100 km), il faudrait une puissance de 1,5 MW (la puissance délivrée à plus de 200 logements) pour charger ce véhicule en 2 minutes. Or, en 2016, les plus puissants chargeurs sont de 120 kW.
La borne de recharge est nécessairement rapide ou très rapide, ce qui peut endommager les batteries et ne permet pas une recharge complète. 
La station service électrique est un lourd investissement (foncier, équipement, maintenance), pouvant occuper une place convoitée pour d'autres utilisations urbaines et demandant un renforcement du réseau électrique, pour enfin une rentabilité qui n'est pas assurée (aucun retour sur investissement prévu).
Ce mode de recharge parie sur une augmentation rapide de l'autonomie des véhicules électriques pour limiter le nombre de points de recharge rapide à installer. Il alimente donc une course à la puissance entre constructeurs de véhicule (LREV) et empêche une chute des prix, et donc une démocratisation de l'électromobilité.
Un véhicule utilisant ce mode de recharge exige une disponibilité très élevée de la pompe. Son conducteur présuppose que la pompe fonctionne et qu'elle est disponible sans attente. La massification du véhicule électrique posera pour cela de plus en plus de problèmes en mode-S. 
Le code de la route reconnait ce type d'usage de la chaussée par le terme "arrêt" ou "arrêt minute". Pour une recharge pouvant dépasser la demi-heure, le mode-S pose un problème de principe au code de la route dès l'instant qu'il y a concurrence entre usagers pour occuper la place de recharge et donc une attente potentiellement très longue et des risques de conflit ou d'incivilité.

### Mode-E (external)
Ce mode de recharge consiste à échanger une batterie déchargée contre une batterie chargée sur une station externe au véhicule. Ce changement se fait en moins de deux minutes et concurrence le modèle de la pompe à essence pour les véhicules thermiques. De plus, ces batteries externes ne sont pas transportées et donc allège le véhicule, augmente sa performance énergétique. Initiée par Renault et Better-Place en 2010, abandonnée en 2013, ce mode de recharge pourrait réapparaître en chine. La station de recharge pouvant être elle aussi un véhicule, bientôt autonome et de coût très faible car ne transportant pas de passagers. 

### Concurrence
Si seul le Mode-S était possible pour les véhicules thermiques, il y a maintenant concurrence en particulier entre les Modes-P et Mode-S pour les véhicules électriques. Le Mode-S base sa tarification électrique à l'usager par rapport au prix courant de l'essence (environ 5 euros/h soit plus de 10 euros pour 100 km), alors que le Mode-P fixe une tarification électrique proche de celle du résidentiel (environ 0,15 euro/kWh soit 1,5 euro pour 100 km). De plus, des constructeurs comme Tesla Motors ont leur propre réseau de recharge rapide en concurrence directe des stations publiques.
Il est constaté que le coût d'installation/maintenance d'une borne de recharge est proportionnel à xln(x), avec x la puissance réelle délivrée par la borne. Donc doubler la puissance d'une borne pour diviser par deux le temps de recharge, coute plus de deux fois plus cher que d'installer deux bornes.
De plus, plus les bornes sont lentes et plus il y a de véhicules branchés à un instant donné et donc plus la capacité d'effacement électrique est grande. Du reste, avec une borne rapide, un usager ne tolèrera jamais une indisponibilité temporaire, alors qu'il ne s'en apercevra pas pour une borne lente.
Donc sur le plan économique, la concurrence donne logiquement l’avantage au Mode-P, et plus il y a de bornes lentes accessibles, moins les bornes rapides sont utilisées et plus ces dernières sont déficitaires et devront fermer pour certaines.

### Cohabitation
Un parc mixte, comprenant des véhicules à moteur à combustion et des véhicules électriques devront cohabiter encore longtemps dans des espaces communs. L'infrastructure de recharge devra aussi suivre la montée en charge du parc de véhicules électrifiés. Cela pose un problème de cohabitation pour le stationnement, en particulier pour la recharge en Mode-P avec deux stratégies de réponse possibles :
1. Une réservation exclusive aux véhicules rechargeables, avec peinture matérialisant l'emplacement sur la chaussée et panneau interdisant le stationnement pour les véhicules non rechargeables ;
2. Un partage des places sans interdiction ni marquage au sol, mais avec une borne de recharge qui fait fonction de parcmètre et donc facture le stationnement aux véhicules non-rechargeables.

### Équité
Un nouveau problème apparaît avec l'électromobilité. Contrairement aux stations à essence, uniquement gérées par des professionnels, pour des raisons de sécurité et de recouvrement de taxes sur les hydrocarbures, tout possesseur d'un véhicule électrique peut se recharger à son domicile, au tarif du résidentiel. Cela introduit une non équité entre ceux qui disposent d'un garage électrifié et ceux, très nombreux en ville, qui laissent leur véhicule dans la rue, sans moyen de recharge bon marché. Or c'est précisément en ville que le besoin de réduction des gaz à effet de serre est le plus urgent et les nombreux trajets courts sont adaptés aux véhicules de type « SREV ». Donc la priorité pour les pouvoirs publics, afin de garantir une certaine équité face à l'électromobilité, sera de mettre à disposition de très nombreuses bornes de recharge lente en accès public pour les citadins qui ne disposent pas de garage électrifié.
L'analyse de Daniel Coulaud rappelle que les citadins ont délaissé l'usage de la voiture, mais en subissent quotidiennement les désagréments, alors que les ruraux en jouissent pleinement sans être trop importunés. Résorber cette injustice passera par la mise à disposition équitable de l'électricité en extérieur, pour que chaque citoyen puisse utiliser un VE moins polluant.

## Types de bornes de recharge

### Borne fermée
Une borne est dite fermée si elle n'est utilisée que par le propriétaire ou le souscripteur de l'abonnement électrique auquel est rattachée la borne. Principalement, ce sont toutes les bornes et prises électriques à la maison.

### Borne semi-fermée
Une borne est dite semi-fermée si elle est accessible d'un ensemble de personnes, typiquement dans les parkings et sous-sols de résidences collectives. Même si le propriétaire ou locataire de la place de stationnement est le seul à utiliser la prise, il faut équiper la borne d'un système électronique ou mécanique qui protège du vol d'électricité. 

### Borne ouverte
Une borne est dite ouverte si elle est accessible à autrui, en zone d'accès public. Pour éviter tout vol d'électricité, ces bornes exigent une authentification (badge ou téléphone) et assurent une facturation de la consommation électrique. Elles sont aussi candidates à de l'effacement électrique lors des pics de consommation. En revanche, ces bornes ne sont pas obligatoirement d'investissement public et ne nécessitent pas une connexion directe à Internet. En effet, via une connexion locale (BLE, NFC, Li-Fi...), le téléphone peut servir de passerelle pour se synchroniser avec Internet, par un protocole asynchrone. En conséquence, ces bornes peuvent aussi fonctionner en zone blanche (non couverte par le téléphone portable ou le wifi).

## Types de véhicules électriques
Selon l'autonomie de la batterie (en 2016, de 150 à 220 km environ), on peut distinguer deux types de véhicules électriques :

### Courte portée (Short Range Electric Vehicle, SREV)
L'ensemble des véhicules électriques quatre roues, excepté la Tesla Model S, est dans cette catégorie et donc parfaitement adapté aux transports quotidiens (maison-travail-école-courses). Ces trajets représentent 99 % des trajets en nombre.
Le besoin de ce type de véhicule est plus important en ville, afin de diminuer les nuisances sonores et les pollutions des gaz. Le besoin de déplacement moyen quotidien est de moins de 100 km.
L'ADEME pose comme exigence écologique l'adaptation des véhicules aux besoins de déplacement et donc le SREV est synonyme de véhicule optimisé (poids, taille de batterie, coût, usage fréquent) pour un usage modéré des ressources de l'environnement.
En France et en 2016, un SREV est disponible à partir de 11 000 €, prime de l’État de 10 000 € déduite.
L'usage d'un SREV de faible capacité de batterie, faible poids et prix modéré, peut être grandement amélioré par la fourniture d'une ou deux bornes de recharge lentes partagées.
Une telle borne remplace l'équivalent de 20 kWh de batterie transportée et donc une économie de près de 10 000 € par véhicule.

### Longue portée (Long Range Electric Vehicle, LREV)
En 2015, seul le constructeur californien Tesla Motors propose des véhicules de ce type, la Model S, et la Model X. Avec l'infrastructure de recharge privée SuperCharger, gratuite pour ses clients, ce constructeur peut concurrencer les véhicules thermiques sur autoroute, avec un service haut de gamme. Les trajets concernés, statistiquement 1 % en nombre, sont principalement des déplacements de loisir, le week-end ou pendant des vacances.
Un LREV n'est pas optimisé comme un SREV. Il vise à démontrer que la technologie électrique peut, si l'on en met le prix, le poids et le temps de recharge, égaler ou dépasser les performances des meilleurs véhicules thermiques, la pollution en moins.
Un LREV est d'un coût supérieur à 70 000 € en 2016.
Un compromis économique et écologique possible pour étendre l'autonomie du véhicule et pour réduire l'anxiété due à la faible réserve énergétique des véhicules électriques est d'installer un range extender '(en) range extender', qui respecte les spécifications de la California Air Resources Board (CARB).

### Discrimination
Cette discrimination entre courte portée et longue portée n'avait pas de sens pour les véhicules thermiques qui, quel que soit leur prix (de quelques centaines d'euros à quelques millions d'euros) ou leur poids, ont à peu près tous la même autonomie (600–1 000 km) et polluent tous plus ou moins. En revanche, pour les véhicules électriques, la capacité et le coût de la batterie sont très structurants et donc scindent le marché entre les véhicules haut de gamme avec une batterie embarquée toujours plus grande (plus de 100 kWh en 2020), les LREV et le marché de masse, les SREV avec une batterie volontairement limitée, et donc optimisée pour un usage plus spécifique. La reconnaissance par les pouvoirs publics de cette discrimination permet de protéger industriellement le marché de masse et donc de favoriser un renouvellement plus rapide du parc, pour satisfaire nos engagements de la COP21.